# Calippo
Calippo är en isglass från GB Glace, som ägs av Unilever. Den lanserades under namnet "Pop-Up", men bytte namn till Calippo 1990.
Calippo kan även vara ett mått av en insats vid vadslagning.

## Calippo i Sverige
I Sverige säljs Calippo i "popp upp"-/klämförpackning och smakerna har varierat från år till år.
- Pop-Up Cola (1985)
- Pop-Up Citron (1986)
- Pop-Up Jordgubb (1989)
- Calippo Cola (1990)
- Calippo Päron (1992)
- Calippo Apelsin (1994)
- Calippo Ananas (1998)
- Calippo Bubblegum (2014)
- Calippo Trocadero Zero (2019)

Lanseringsår inom parentes.

## Calippo i andra länder
I Australien finns Calippo även som pinnglass.
- Calippo Orange Lime (Australien)
- Calippo Original Lemon (Australien)
- Calippo Raspberry Pineapple (Australien)
- Calippo tube fruits (Frankrike)
- Calippo Strawberry Tropical (Finland)
- Calippo Shots Cola Lemon (Finland)
- Calippo Shots Strawberry Lemon (Tyskland)